# حصار مورا
وقع حصار مورا أو حصار مورابرغ، بين قوات الحلفاء والقوات الألمانية المحاصرة، من أغسطس 1914 إلى فبراير 1916 على جبل مورا وحوله في شمال الكاميرون خلال حملة الكاميرون في الحرب العالمية الأولى. بعد أكثر من عام من الحصار استسلمت القوات الألمانية على الجبل، بعد هروب العديد من القوات الألمانية إلى مستعمرة ريو موني الإسبانية المحايدة. كان أطول حصار في الحرب.

## الخلفية
في أوائل أغسطس 1914 اندلعت الحرب العالمية الأولى في أوروبا، وبدأ الحلفاء مهمة غزو المستعمرات الألمانية في أفريقيا. هُزمت مستعمرة توغولاند الألمانية في غرب أفريقيا في 26 أغسطس، مما أدى إلى تحرير القوات البريطانية والفرنسية لغزو كامرون.

## إستسلام الألمان وعواقبه
وفي أوائل عام 1916 كانت القوات الألمانية تحت الحصار لمدة عام ونصف العام تقريبا. فقد إستنفدت مخزونهم من الأغذية، على الرغم من أن ذخائرهم لا تزال وفيرة (ما زال لديهم 37،000 طلقة ذخيرة). وفي 15 فبراير 1916، تلقى النقيب إرنست فون رابن رسالة من الجنرال كانليف يعرض فيها إعادة العسكريين سالمين إلى ديارهم، وأن يحتجز الأوروبيون في إنكلترا. في هذه المرحلة، كانت الكاميرون قد سلمت فعليا للحلفاء، حيث فرت الحكومة الاستعمارية ومعظم الجيش المتبقي إلى مستعمرة ريو موني الإسبانية المحايدة. وإدراكا منه أن وضعهم كان سيئا، وأن أي مقاومة مستمرة لن تكون مثمرة، وافق القائد الألماني على الاستسلام، طالبا من البريطانيين، بالإضافة إلى المرور الآمن، تزويده بمبلغ 2000 جنيه إسترليني لدفع رواتب جنوده - وهو ما فعلوه. استسلم فون رابين مع الرجال ال 155 المتبقين تحت قيادته في 18 فبراير 1916.